# Bay 50th Street
Bay 50th Street è una fermata della metropolitana di New York situata sulla linea BMT West End. Nel 2019 è stata utilizzata da 821 873 passeggeri. È servita dalla linea D, attiva 24 ore su 24.

## Storia
La stazione fu aperta il 21 luglio 1917. Venne ristrutturata nel 2012 grazie ai fondi stanziati dall'American Recovery and Reinvestment Act.

## Strutture e impianti
La stazione è posta su un viadotto al di sopra di Stillwell Avenue, ha tre binari e due banchine laterali. Il mezzanino, posizionato sotto il piano binari, ospita le scale per accedere alle banchine, i tornelli e le quattro scale per il piano stradale che portano a sud dell'incrocio con Bay 50th Street.

## Interscambi
La stazione è servita da alcune autolinee gestite da NYCT Bus.
- Fermata autobus